# Детский церебральный паралич

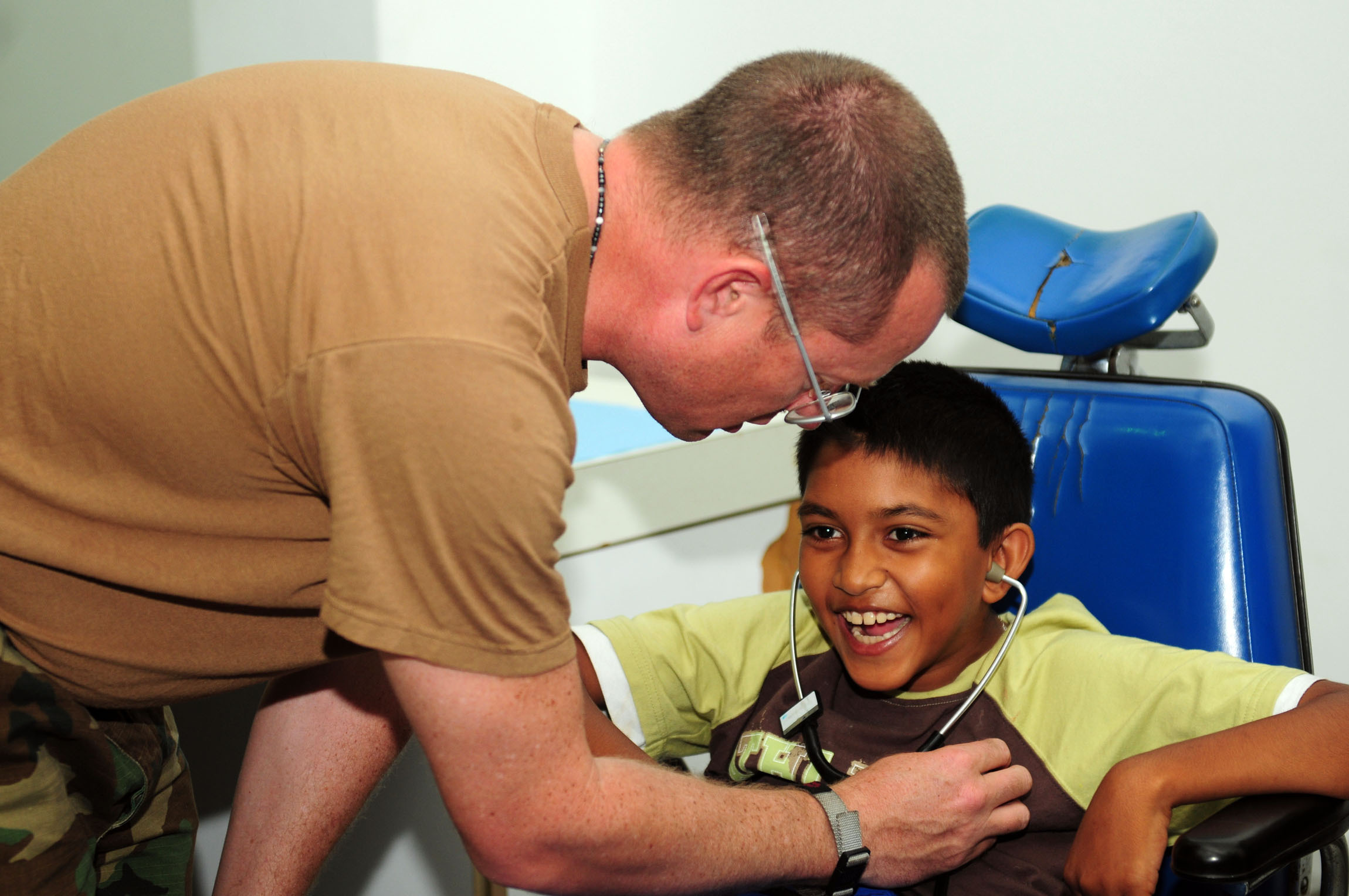
Ребёнок с ДЦП

Детские церебральные параличи (ДЦП) — термин, объединяющий группу хронических непрогрессирующих симптомокомплексов двигательных нарушений, вторичных по отношению к поражениям или аномалиям головного мозга, возникающим в перинатальном (околородовом) периоде. Отмечается ложное прогрессирование по мере роста ребёнка. Примерно у 30—50 % людей с ДЦП наблюдается нарушение интеллекта. Затруднения в мышлении и умственной деятельности более распространены среди пациентов со спастической квадриплегией, чем среди страдающих от других видов церебрального паралича. Повреждение мозга может повлиять также на освоение родного языка и речи. ДЦП не является наследственным заболеванием. Но при этом показано, что некоторые генетические факторы участвуют в развитии заболевания (примерно в 14 % случаев). Кроме того, определённую сложность представляет существование множества ДЦП-подобных заболеваний.
Распространённость детского церебрального паралича среди новорождённых: 2 к 1000 живорождённых (у мальчиков чаще в 1,33 раза).
Причина любых церебральных параличей — патология в коре, подкорковых областях, в капсулах или стволе головного мозга. Принципиальное отличие ДЦП от других параличей — во времени возникновения и связанном с этим нарушении редукции позотонических рефлексов, характерных для новорождённых.
Термин «детский церебральный паралич» не следует смешивать с термином «детский паралич» — устаревшим обозначением последствий эпидемического полиомиелита.

## История изучения
Впервые подробно подобными нарушениями занялся в 1830-х выдающийся британский хирург Джон Литтл, когда читал лекции по родовым травмам. В 1853 году он опубликовал труд под названием «О природе и лечении деформаций скелета человека» (англ. «On the nature and treatment of the deformities of the human frame»). В 1861 году в докладе, представленном на заседании Акушерского общества Лондона, Литтл заявил что асфиксия, вызванная патологией при родах, приводит к повреждению нервной системы (он имел в виду повреждение спинного мозга) и развитию спастичности и плегии в ногах. Тем самым он первый описал то, что сейчас известно как одна из форм спастического детского церебрального паралича — спастическая диплегия. В течение длительного времени она называлась болезнью Литтла.
В 1889 году не менее выдающийся канадский врач сэр Ослер опубликовал книгу «The cerebral palsies of children», введя термин церебральный паралич (в его англоязычном варианте — cerebral palsy) и показал, что нарушения касаются полушарий головного мозга, а не повреждений спинного мозга. Вслед за Литтлом, в течение более чем века, основной причиной ДЦП считалась асфиксия в родах. Хотя ещё в конце XIX века с этой концепцией не согласился Зигмунд Фрейд, заявив что патология в родах является лишь симптомом более ранних нарушений плода. Фрейд, будучи неврологом, заметил связь между ДЦП и некоторыми вариантами умственной отсталости и эпилепсии. В 1893 году им был введён термин «детский церебральный паралич» (нем. infantile Zerebrallähmung), а в 1897 году он высказывал предположения, что данные поражения связаны больше с нарушением развития мозга ещё во внутриутробном периоде. Именно Фрейд, на основании своих работ в 1890-х объединил различные нарушения, вызванные ненормальным постнеонатальным развитием головного мозга под одним термином и создал первую классификацию детского церебрального паралича. Классификация ДЦП по Фрейду (из монографии «Детский церебральный паралич», 1897):
1. гемиплегия,
2. церебральная диплегия (двусторонний церебральный паралич): генерализованная ригидность (болезнь Литтла), параплегическая ригидность, двусторонняя гемиплегия, генерализованная хорея и двойной атетоз.

На основании этой классификации были составлены все последующие. «Параплегическая ригидность» сейчас к ДЦП не относится. Атаксическую форму подробно описал Отфрид Фёрстер в 1913 году.

## Формы ДЦП
На территории России часто применяется классификация детского церебрального паралича по К. А. Семёновой (1973). В настоящее время, по МКБ-10 используется следующая классификация:

### G80.0 Спастическая тетраплегия
При большей выраженности двигательных расстройств в руках может использоваться уточняющий термин «двусторонняя гемиплегия».
Одна из самых тяжёлых форм ДЦП, являющаяся следствием аномалий развития головного мозга, внутриутробных инфекций и перинатальной гипоксии с диффузным повреждением полушарий головного мозга. У недоношенных детей основной причиной при перинатальной гипоксии является селективный некроз нейронов и перивентрикулярная лейкомаляция; у доношенных — селективный или диффузный некроз нейронов и парасагиттальное поражение мозга при внутриутробной хронической гипоксии. Клинически диагностируется спастическая квадриплегия (квадрипарез; более подходящий термин, по сравнению с тетраплегией, так как заметные нарушения выявляются примерно одинаково во всех четырёх конечностях), псевдобульбарный синдром, нарушения зрения, когнитивные и речевые нарушения. У 50 % детей наблюдаются эпилептические приступы. Для данной формы характерно раннее формирование контрактур, деформаций туловища и конечностей. Почти в половине случаев двигательные расстройства сопровождаются патологией черепных нервов: косоглазием, атрофией зрительных нервов, нарушениями слуха, псевдобульбарными расстройствами. Довольно часто у детей отмечают микроцефалию, которая, разумеется, носит вторичный характер. Тяжёлый двигательный дефект рук и отсутствие мотивации исключают самообслуживание и простую трудовую деятельность.

### G80.1 Спастическая диплегия
(«Тетрапарез со спастикой в ногах», по Michaelis)
Наиболее распространённая разновидность церебрального паралича (3/4 всех спастических форм), известная ранее также под названием «болезнь Литтла». Нарушается функция мышц с обеих сторон, причём в большей степени ног, чем рук и лица. Для спастической диплегии характерно раннее формирование контрактур, деформаций позвоночника и суставов. Преимущественно диагностируется у детей, родившихся недоношенными (последствия внутрижелудочковых кровоизлияний, перивентрикулярной лейкомаляции, других факторов). При этом, в отличие от спастической квадриплегии, больше поражены задние и, реже, средние отделы белого вещества. При этой форме, как правило, наблюдается тетраплегия (тетрапарез), с мышечной спастикой заметно преобладающей в ногах. Наиболее распространённые проявления — задержка психического и речевого развития, наличие элементов псевдобульбарного синдрома, дизартрия и т. п. Часто встречается патология черепных нервов: сходящееся косоглазие, атрофия зрительных нервов, нарушение слуха, нарушение речи в виде задержки её развития, умеренное снижение интеллекта, в том числе вызванное влиянием на ребёнка окружающей среды (оскорбления, сегрегация). Прогноз двигательных возможностей менее благоприятен, чем при гемипарезе. Эта форма наиболее благоприятна в отношении возможностей социальной адаптации. Степень социальной адаптации может достигать уровня здоровых при нормальном умственном развитии и хорошем функционировании рук.

### G80.2 Гемиплегическая форма
Характеризуется односторонним спастическим гемипарезом. Рука, как правило, страдает больше, чем нога. Причиной у недоношенных детей является перивентрикулярный (околожелудочковый) геморрагический инфаркт (чаще односторонний), и врождённая церебральная аномалия (например, шизэнцефалия), ишемический инфаркт или внутримозговое кровоизлияние в одном из полушарий (чаще в бассейне левой средней мозговой артерии) у доношенных детей. Дети с гемипарезами овладевают возрастными навыками позже, чем здоровые. Поэтому уровень социальной адаптации, как правило, определяется не степенью двигательного дефекта, а интеллектуальными возможностями ребёнка. Клинически характеризуется развитием спастического гемипареза (походка по типу Вернике-Манна, но без циркумдукции ноги), задержкой психического и речевого развития. Иногда проявляется монопарезом. При этой форме нередко случаются фокальные эпилептические приступы.

### G80.3 Дискинетическая форма
(используется и термин «гиперкинетическая форма»)
Одной из самых частых причин данной формы является перенесённая гемолитическая болезнь новорождённых, которая сопровождалась развитием «ядерной» желтухи. Также причиной является status marmoratus базальных ганглиев у доношенных детей. При этой форме, как правило, повреждаются структуры экстрапирамидной системы и слухового анализатора. В клинической картине характерно наличие гиперкинезов: атетоз, хореоатетоз, торсийная дистония (у детей на первых месяцах жизни — дистонические атаки), дизартрия, глазодвигательные нарушения, снижение слуха. Характеризуется непроизвольными движениями (гиперкинезами), повышением мышечного тонуса, одновременно с которыми могут быть параличи и парезы. Речевые нарушения наблюдаются чаще в форме гиперкинетической дизартрии. Интеллект развивается в основном удовлетворительно. Отсутствует правильная установка туловища и конечностей. У большинства детей отмечается сохранение интеллектуальных функций, что прогностично благоприятно в отношении социальной адаптации, обучения. Дети с хорошим интеллектом заканчивают школу, средние специальные и высшие учебные заведения, адаптируются к определённой трудовой деятельности. Выделяются атетоидный и дистонический (с развитием хореи, торсионных спазмов) варианты данной формы ДЦП.

### G80.4 Атаксическая форма
(раннее использовался и термин «атонически-астатическая форма»)
Характеризуется низким тонусом мышц, атаксией и высокими сухожильными и периостальными рефлексами. Нередки речевые расстройства в форме мозжечковой или псевдобульбарной дизартрии. Наблюдается при преобладающем повреждении мозжечка, лобно-мосто-мозжечкового пути и, вероятно, лобных долей вследствие родовой травмы, гипоксически-ишемического фактора или врождённой аномалии развития. Клинически характеризуется классическим симптомокомплексом (мышечная гипотония, атаксия) и различными симптомами мозжечковой асинергии (дисметрия, интенционный тремор, дизартрия). При этой форме ДЦП может быть задержка развития интеллекта в редких случаях. Более половины случаев диагностированной данной формы являются нераспознанные ранние наследственные атаксии.

### G80.8 Смешанные формы
Несмотря на возможность диффузного повреждения всех двигательных систем головного мозга (пирамидной, экстрапирамидной и мозжечковой), вышеупомянутые клинические симптомокомплексы позволяют в подавляющем большинстве случаев диагностировать конкретную форму ДЦП. Последнее положение важно в составлении реабилитационной карты больного. Часто сочетание спастической и дискинетической (при сочетанном выраженном поражении экстрапирамидной системы) форм, отмечается и наличие гемиплегии на фоне спастической диплегии (при асимметричных кистозных очагах в белом веществе головного мозга, как последствие перивентрикулярной лейкомаляции у недоношенных).

## Распространённость форм детского церебрального паралича
- спастическая тетраплегия — 2 %
- спастическая диплегия — 40 %
- гемиплегическая форма — 32 %
- дискинетическая форма — 10 %
- атаксическая форма — 15 %

## Стадии детского церебрального паралича
Выделяют, ориентировочно, стадии:
1. Ранняя: до 4—5 месяцев
2. Начальная резидуальная стадия: с 6 месяцев до 3 лет
3. Поздняя резидуальная: с 3 лет

## Причины

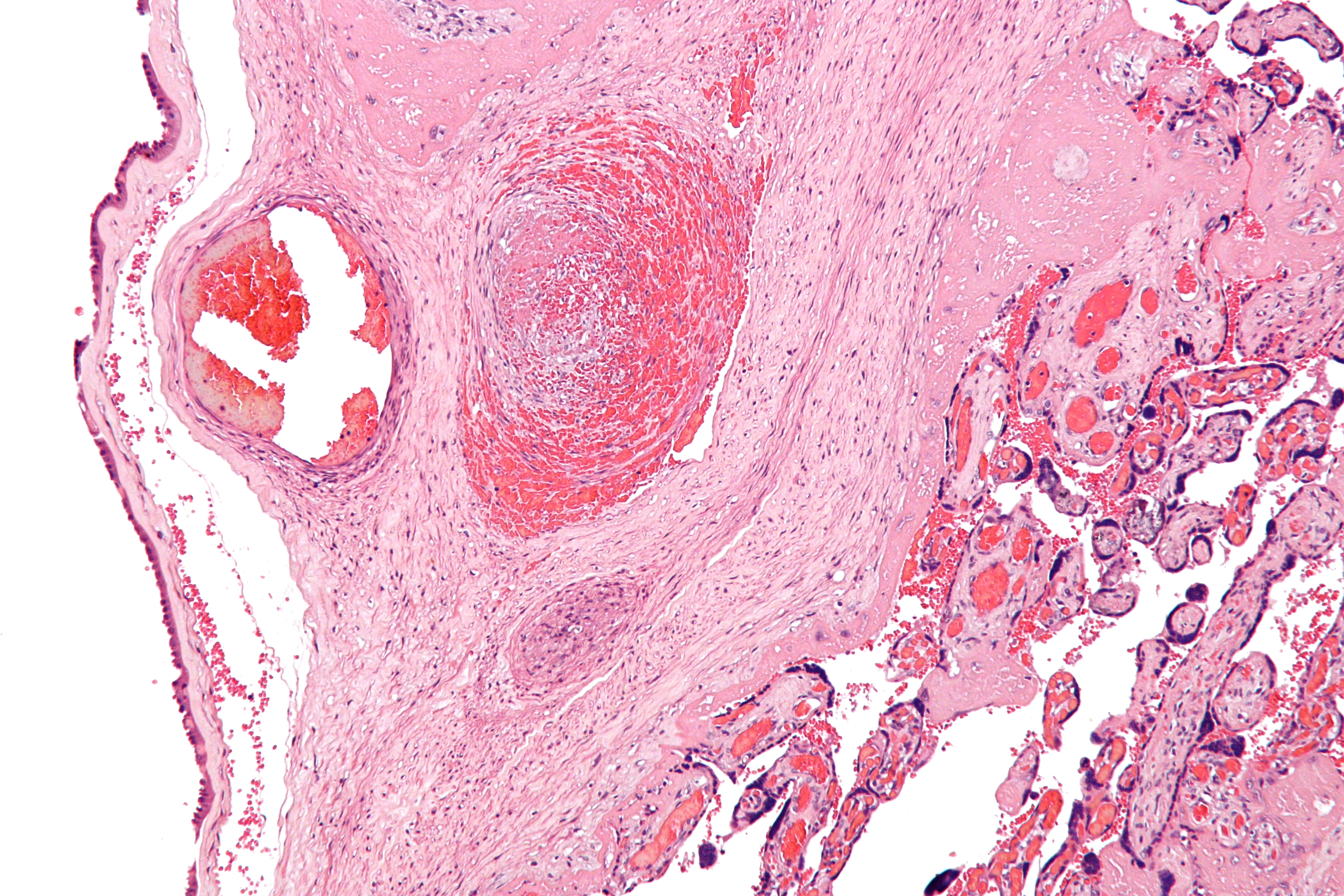
Микрофотография, показывающая тромбоз вен плода (плаценты), в случае тромботической васкулопатии плода. Это связано с ДЦП и наводит на мысль о гиперкоагуляции в качестве основной причины.

Церебральный паралич обусловлен аномальным развитием или повреждением развивающегося мозга. Это событие может произойти во время беременности, родов, первого месяца жизни или реже в раннем детстве. Структурные проблемы в головном мозге наблюдаются в 80 % случаев, чаще всего в белом веществе. Считается, что более трёх четвертей случаев связаны с проблемами, возникающими во время беременности. Большинство детей с церебральным параличом имеют более одного фактора риска, связанного с ДЦП.
Факторы риска:
- преждевременные роды;
- наличие близнеца;
- некоторые инфекции во время беременности (токсоплазмоз или краснуха);
- воздействие метилртути во время беременности (образуется в результате метаболизма донных микроорганизмов при выбросе ртути в водоёмы);
- трудные роды;
- травмы головы в течение первых нескольких лет жизни.

Хотя в некоторых случаях нельзя точно установить причину, типичные причины включают проблемы внутриутробного развития (например, облучение, инфекция, ограничение роста плода), гипоксия головного мозга (тромботические события, состояния плаценты), травма во время родов или в раннем детстве.
В Африке основной причиной является асфиксия, высокий уровень билирубина и инфекции центральной нервной системы у новорожденных. Многие случаи ДЦП в Африке могут быть предотвращены улучшением доступа к медицинской помощи.

### Преждевременные роды
От 40 % до 50 % всех детей, у которых развивается церебральный паралич, родились преждевременно. Большинство из этих случаев (75-90 %) возникают из-за проблем, случившихся во время рождения, часто сразу после рождения. Дети от многоплодных беременностей (двойни, тройни и т. д.) также чаще страдают ДЦП. Они также чаще рождаются с низкой массой.
У тех, кто рождается с массой от 1 кг до 1,5 кг, ДЦП выявляют в 6 %. Среди рождённых до 28 недель беременности это происходит в 11 % случаев. Считается, что генетические факторы играют важную роль в недоношенности и церебральном параличе. В то время как у тех, кто родился между 34 и 37 неделями, риск составляет 0,4 % (в три раза ниже).

### Новорождённые
У младенцев, которые рождаются в срок, факторы риска включают проблемы с плацентой, врожденные дефекты, низкий вес при рождении, наличие мекония в лёгких, инструментальное родовспоможение, экстренное кесарево сечение, асфиксию при рождении, судороги сразу после рождения, респираторный дистресс-синдром, низкий уровень сахара в крови и инфекции у ребёнка.
С 2013 года неясно, насколько важна роль асфиксии. Нет убедительных доказательств, имеет ли значение размер плаценты. С 2015 года очевидно, что в развитых странах большинство случаев церебрального паралича у доношенных или недоношенных новорожденных имеют объяснения, отличные от асфиксии.

### Генетика

Аутосомно-рецессивный тип наследования.

Около 2 % всех случаев ДЦП наследуются по аутосомно-рецессивному типу, причём глутаматдекарбоксилаза-1 (известная как GAD67 или GAD1) является одним из возможных вовлечённых ферментов.

### Раннее детство
После рождения причиной могут быть:
- токсины;
- тяжёлая желтуха[25];
- отравление свинцом;
- физическое повреждение головного мозга;
- инсульт[26];
- синдром детского сотрясения;
- инциденты, связанные с гипоксией мозга (например, утопление);
- энцефалит или менингит[25].

### Другие
Инфекции у матери, даже те, которые нелегко обнаружить, могут утроить риск развития ребёнка церебральным параличом. Инфекции оболочек плода, известные как хориоамнионит, повышают риск развития детского церебрального паралича.
Внутриутробные и неонатальные поражения (многие из которых являются инфекционными) увеличивают риск.
Была выдвинута гипотеза, что некоторые случаи церебрального паралича вызваны смертью идентичного близнеца на очень ранних сроках беременности.
Резус-конфликт может привести к тому, что иммунная система матери не переносит другую группу крови ребёнка, и её тело начнет вырабатывать антитела, которые будут атаковать и убивать клетки крови её ребёнка, что может привести к повреждению мозга.

## Физиологические основы двигательного дефекта при детском церебральном параличе
Развитие спастики — при сохранении позотонических рефлексов из-за поражения головного мозга в определённый период его развития и сопутствующем нарушении становления цепных установочных выпрямительных рефлексов.

## Диагностика детского церебрального паралича
Для постановки диагноза ДЦП достаточно проявлений специфических непрогрессирующих двигательных нарушений, которые обычно становятся заметны в начальную резидуальную стадию и наличия одной или нескольких причин (см. выше) в перинатальном периоде. При любых отличиях: отсутствии факторов риска, прогрессировании заболевания, неоднократных случаях «ДЦП» в семье или наличия больных изолированной олигофренией в семье, множественных аномалиях развития у ребёнка — обязательно проведение МРТ головного мозга для исключения других заболеваний (УЗИ головного мозга в данном случае не информативно) и обязательная консультация генетика. По оценкам врачей, примерно у трети детей с диагнозом «детский церебральный паралич» — не детский церебральный паралич, а разные генетические заболевания, похожие на ДЦП только внешне.
При ДЦП на МРТ головного мозга может отмечаться корково-подкорковая атрофия, псевдопорэнцефалия, диффузное снижение плотности белого вещества.
Необходимо обязательно проводить дифференциальную диагностику с клинически схожими заболеваниями (соответственно форме ДЦП):
- последствия различных поражений головного мозга (черепно-мозговых травм средней тяжести и тяжёлых, нейроинфекций и инсультов), перенесённых после 1 месяца жизни;
- аутосомно-рецессивные формы наследственной спастической параплегии;
- синдром Джакомини;
- некоторые редкие формы доминантных наследственных спастических параплегий;
- ранние наследственные атаксии;
- врождённые непрогрессирующие мозжечковые атаксии;
- атаксия-телеангиэктазия;
- ранний детский аутизм;
- шизофрения;
- поражения спинного мозга ишемического и травматического характера;
- спинальная амиотрофия Вердинга-Гофмана;
- болезнь Штрюмпеля;
- болезнь Фара;
- гепатолентикулярная дегенерация;
- болезнь Галлервордена-Шпатца;
- болезнь Пелицеуса-Мерцбахера;
- синдром Шегрена-Ларссона;
- фенилкетонурия;
- галактоземия и др.

Исключение данных заболеваний необходимо для выработки верной лечебной тактики.

## Реабилитация
Основная задача реабилитации детского церебрального паралича: максимально полное возможное развитие умений и навыков ребёнка и его коммуникативности.
Основной способ коррекции спастических двигательных расстройств при ДЦП: онтогенетически последовательное становление двигательных функций путём последовательной стимуляции цепных установочных выпрямительных рефлексов при ослаблении патологический миелэнцефальной постуральной активности рефлекс-запрещающими позициями.
Применяется:
- Ортопедические оперативные вмешательства: сухожильная пластика, сухожильно-мышечная пластика, корригирующая остеотомия, артродез, хирургическое устранение контрактур вручную (например, операции с использованием метода "по Ульзибату") и с использованием дистракционных аппаратов;
- Массаж;
- Лечебная гимнастика, в том числе Бобат-терапия;
- Использование технических средств реабилитации (ТСР, см. ниже), в том числе и для лечебной гимнастики: нагрузочный костюм, пневмокостюм;
- Занятия с психологом;

а также, при необходимости:
- Логопедическая работа;
- Медикаментозная терапия: препараты, снижающие тонус мышц, — баклофен (в том числе: имплантация баклофеновой помпы), толперизон;
- препараты ботулинотоксина: «диспорт», «Botex», «ксеомин»;
- Функциональная нейрохирургия: селективная ризотомия, селективная невротомия, хроническая эпидуральная нейростимуляция спинного мозга, операции на подкорковых структурах головного мозга.

Согласно исследованию австралийских медиков 2020 года методы реабилитации ДЦП можно разделить на три категории:
1. Эффективные методы в терапии  ДЦП (вероятно, эти методы работают):
- Бимануальная терапия
- CIMT (метод Эдварда Тауба)
- Иппотерапия, любые другие занятия с животными.
- Занятие на тренажере (хождение с частичное разгрузкой),  силовые занятия фитнесом, вообще почти любым фитнесом.
- Селективная дорсальная ризотомия.
- Баклофен, диспорт и ботокс.
- Виртуальная реальность,  специализированные компьютерные игры;

2. Методы с недоказанной эффективностью (делайте, если хотите, но нет доказательств, что это работает):
- Массаж;
- Метод Войта;
- Йога;

3. Методы с доказанной неэффективностью (для лечения ДЦП этого точно делать не надо):
- Краниальная остеопатия;
- Гипербарическая оксигенация (барокамеры);
- Нейроразвивающий метод (Бобат);
- Сенсорная интеграция (Джин Айрес).

## Недоказанные методы в лечении ДЦП
Универсальных препаратов для лечения ДЦП не существует.
Часто используемые на территории России и некоторых других стран так называемые «ноотропные» препараты, направленные на «улучшение деятельности мозга и всей центральной нервной системы» (церебролизин, актовегин, пантокальцин, глицин, кортексин и др.), не имеют доказанного действия. То же относится к «антиоксидантам» и вазоактивным препаратам. Не имеет научных основ применение гомеопатических средств.
Так называемое «лечение ДЦП стволовыми клетками» не имеет доказанного действия.
Мануальная терапия не относится к терапии ДЦП, может применяться при сопутствующих патологиях.
Кроме того, на практике нередко назначаются препараты не только не эффективные при данной патологии, но и противопоказанные в детском возрасте (кавинтон, циннаризин и др.).

## Вакцинация при детском церебральном параличе
Само по себе наличие детского церебрального паралича, в отсутствие афебрильных судорог и сопутствующих заболеваний, не является противопоказанием для проведения профилактической вакцинации.

## Задачи лечебно-педагогической работы
- В возрасте 1—3 лет основная задача — развитие предметно-манипулятивной деятельности, сенсорных функций, речевого и предметно-действенного общения с окружающими, начальных форм социального поведения и самостоятельности.
- Развитие ощущений артикуляционных поз и движений.

## Особенности работы
- Дети с ДЦП нуждаются в ранней комплексной лечебно-педагогической работе.
- Основные направления работы: развитие моторики речи, развитие коммуникативного поведения.
- Коррекционная работа должна проводиться дифференцированно с учётом формы заболевания и возраста ребёнка.
- На основе предметно-практической и игровой деятельности, осуществляемой с помощью взрослого, стимулируют сенсорно-моторное поведение и голосовые реакции. Используют методы торможения и облегчения. Тормозят нежелательные патологические движения, сопровождаемые повышением мышечного тонуса и одновременно облегчают произвольную сенсо-моторную активность. Применяются различные приспособления для фиксации головы, туловища и конечностей с целью облегчения функции артикуляционного аппарата, тренировки зрительно-моторной координации и других реакций.
- Использование методики кондуктивного воспитания, которая позволяет осуществлять неразрывную взаимосвязь в развитии моторики, речи и произвольной регуляции поведения.
- Ранняя логопедическая работа.

## Методика ЛФК при ДЦП
1. Регулярность, систематичность, непрерывность;
2. Строгая индивидуализация упражнений ЛФК в соответствии со стадией заболевания, его тяжестью, возрастом ребёнка, его психическим развитием;
3. Постепенное строгое дозирование, увеличение физических упражнений.

Способы и содержание упражнений для работы с детьми, имеющими ДЦП:
1. Для растягивания мышц, снятия напряжения в мышцах, расширения диапазона движений;
2. Упражнения взаимного влияния для укрепления ведущих и антагонистических групп мышц;
3. Упражнения на выносливость для поддержания эффективности функционального состояния органов;
4. Тренировка на расслабление для устранения спазмов мышц, устранения судорог;
5. Тренировка для обучения больного нормальной ходьбе;
6. Упражнение на подъём по наклонной плоскости для улучшения равновесия и двигательной силы;
7. Упражнение на сопротивление, постепенное увеличение, тренировка на сопротивление для развития мышечной силы.

## Вспомогательные приспособления (Технические средства реабилитации — ТСР) для детей с ДЦП

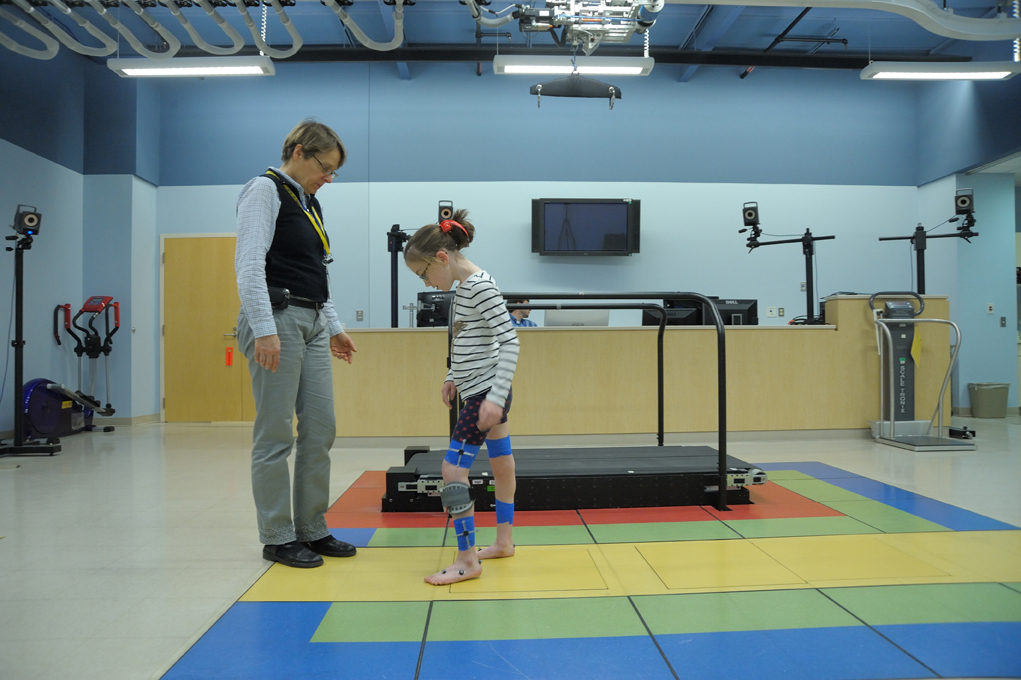
Исследователи разрабатывают устройство электростимуляции специально для детей с ДЦП, у которых есть падение стопы, которое вызывает спотыкание при ходьбе.

Специальные приспособления требуются ребёнку с детским церебральным параличом во всех сферах его жизни. Даже для того, чтобы малыш мог просто сидеть и стоять, ему необходима адаптированная мебель. Конкретные приспособления назначаются врачом исходя из типа паралича и степени нарушения координации, равновесия и моторики. В РФ компенсировать затраты на покупку либо бесплатно получить технические средства реабилитации можно только при условии, что при освидетельствовании в бюро медико-социальной экспертизы (бюро МСЭ) при вынесении решения об установлении инвалидности эти средства реабилитации будут вписаны в ИПР (индивидуальная программа реабилитации, подлежащая обязательному составлению при установлении инвалидности). Условно все приспособления для детей с ДЦП можно разделить на три группы:
1. мобильность (сиденья, ходунки, параподиум, вертикализаторы, инвалидные кресла);
2. развитие (вертикализаторы, столы, стулья, велосипеды, ортезы, лангеты, тутора, ортопедическая обувь);
3. гигиена (сиденья для ванны, кресла-туалеты).

### Инвалидные кресла
Инвалидное кресло требуется ребёнку с серьёзными нарушениями опорно-двигательного аппарата, когда он не в состоянии самостоятельно ходить. Выделяют варианты инвалидных кресел-колясок:
- Кресло-коляска для дома. Оснащено спинкой с регулируемым углом наклона, ремнями на пояс и плечи, абдуктором, боковыми опорами, опорами для головы;
- Кресло-коляска прогулочное. Имеет облегчённую конструкцию. Оснащена абдуктором, ремнями и капюшоном. Кресло может иметь съёмный столик;
- Кресло-коляска активного типа;
- Кресло-коляска с электроприводом.

### Ходунки
Ходунки требуются ребёнку, который в состоянии ходить, но не может держать равновесие. Используются как для обучения хождению, так и для тренировок координации. Конструкция ходунков может иметь определённые особенности в зависимости от модели, однако в целом это рама на 4 ножках с колесами и страховочным устройством под пояс. Механизм задних колёс не позволяет ходункам двигаться назад, чтобы конструкция не перевернулась. Могут иметь тканевое сиденье. К ходункам относится и параподиум — ортезная система, позволяющая детям с отсутствием тонуса в мышцах ног самостоятельно ходить.

### Вертикализаторы
Вертикализатор — это устройство, позволяющее ребёнку удерживать вертикальное положение без посторонней помощи. Вертикализатор, или стойка для стояния фиксирует ребёнка в районе ступней, под коленями, на бедрах и поясе. Вертикализатор может наклоняться вперед. Чаще всего он оснащен столиком, на которые можно ставить игрушки. Вертикальное положение важно не только для нормальной работы всех органов, но и для социальной адаптации и умственного развития ребёнка.

### Сиденья
Сиденья для детей с ДЦП имеют абдуктор и страховочные ремни, помогающие сохранять правильное положение тела. Некоторые модели ортопедических кресел позволяют ребёнку менять положение (сидеть и стоять). К сиденью может прилагаться столик.

### Мебель
Важно, чтобы у ребёнка с ДЦП было личное адаптированное пространство, в котором созданы условия для обучения и развития. Основными элементами такого пространства являются стол и стул.
Стул для ребёнка с детским церебральным параличом имеет необходимые фиксаторы и опоры для поддержания правильного положения тела.
Стол выпускается в двух вариантах:
- отдельный предмет мебели. В этом случае он имеет множество регулировок, позволяющих использовать его с любым креслом и стулом;
- часть вертикализатора. В этом случае ребёнок пользуется им в положении стоя. Комплексная система вертикализатора со столом может располагаться на колесной базе.

### Велосипед для детей с ДЦП
- Особенности конструкции: трехколёсный велосипед; рулевая стойка не скреплена с педалями, соответственно поворот руля не приводит к повороту педалей.
- Оснащение: манжета для кисти, крепление для туловища, крепление для стоп и голени, ручка для толкания.

Если ребёнок не может самостоятельно управлять велосипедом, тогда родители подталкивают велосипед сзади. При этом педали крутят принудительно и вместе с ними двигаются ноги ребёнка.
- Эффект: развитие разных движений ногами, подготовка к ходьбе, расслабление и укрепление мышц, обогащение пространственного опыта, расширение горизонта, тренировка противофазных (попеременных) движений[36].

### Тренажёры
В случае с детьми с ДЦП к тренажёрам можно отнести и ходунки, и вертикализаторы, и параподиум — любое приспособление, позволяющее малышу проявлять активность. Самыми продвинутыми являются модели с электроприводом, либо роботизированные благодаря которым движение пациента осуществляет сам тренажёр, но при этом сохраняется положительный эффект физической активности — укрепляются и расслабляются мышцы (Мотомед, hart-step, Локомат, экзоскелеты). В домашних условиях и реабилитационных центрах широко применяются беговые дорожки, эллиптические тренажёры, степперы, велотренажёры, стабилометрические платформы и пр. В последнее время в РФ также появились импортные тренажёры для ходьбы, в которых могут, в том числе и на улице, ходить даже дети, не умеющие ползать — NF-walker, hart-walker, taos-walker. Также для обучения вертикализации и навыкам ходьбы широкое распространение получил тренажёр Гросса. Успешно применяется также электротренажёр — имитатор верховой езды (иппотренажёр) в том случае если нет возможности заниматься иппотерапией на лошади.

### Кресла-сиденья для ванны
Кресло-сиденье для ванны помогает родителям купать ребёнка. Каркас выполнен из алюминия, сиденье — из влагостойкого материала. Кресло-сиденье оснащено фиксирующими ремнями, позволяющими безопасно разместить ребёнка, и имеет регулировку угла наклона, чтобы поза была удобной.

### Кресла-туалеты
Кресло-туалет избавляет родителей от необходимости переносить ребёнка из кресла в туалетную комнату. Оно представляет собой кресло со съёмным санитарным устройством и полным набором ремней и упоров для фиксации ребёнка.

### Аппараты, ортезы, туторы, лангеты
Применяются для коррекции положения суставов, конечностей и тела при различных формах ДЦП и для выработки правильных стереотипов движения.
Из последних разработок — Gait corrector, SWASH (СВОШ)

## Профилактика
Детский церебральный паралич, связанный с генетическими аномалиями, не может быть предотвращён, но некоторые из факторов риска врождённого церебрального паралича можно уменьшить или предотвратить. Например, ветрянку, краснуху и корь можно предотвратить, если женщине сделать прививки от этих заболеваний до беременности. С резус-несовместимостью также можно справиться на ранних сроках беременности. Приобретённый церебральный паралич, часто из-за травмы головы, можно предотвратить, используя общие тактики безопасности, такие как использование автомобильных сидений для младенцев. При лечении бесплодия через вспомогательные репродуктивные технологии (ЭКО), следует уменьшить вероятность многоплодной беременности (близнецы, тройни, или больше).
Поскольку причины ДЦП различны, был изучен широкий спектр профилактических мероприятий.
Электронный мониторинг плода не помог предотвратить ДЦП, и в 2014 году Американский колледж акушеров и гинекологов, Королевский Австралийский и новозеландский колледж акушеров и гинекологов, а также Общество акушеров и гинекологов Канады признали, что нет долгосрочных преимуществ электронного мониторинга плода. До этого электронный мониторинг плода широко использовался в акушерской практике и даже считался аргументом в судебных тяжбах. У лиц, которым грозит раннее родоразрешение, сульфат магния, по-видимому, снижает риск церебрального паралича. Неясно, помогает ли он тем, кто родился в срок. По данным обзора 2016 года у тех, кто подвергается высокому риску преждевременных родов, умеренный и тяжёлый ДЦП был уменьшен при введении сульфата магния, а неблагоприятное воздействие на детей от сульфата магния не было значительным. Матери, которые получили сульфат магния внутривенно, могли испытать побочные эффекты: учащение дыхания и тошнота во время введения. Однако руководящие принципы использования сульфата магния у матерей, подверженных риску преждевременных родов, не соблюдаются в полной мере. Кофеин используется для лечения апноэ у недоношенных детей и снижает риск развития церебрального паралича у недоношенных детей, но есть и опасения по поводу долгосрочных негативных последствий. Доказательства умеренного уровня качества указывают на то, что назначение женщинам антибиотиков во время преждевременных родов до разрыва плодного пузыря (когда воды ещё не отошли) может увеличить риск развития церебрального паралича у ребёнка. Кроме того, для недоношенных детей, для которых существует вероятность нарушений состояния плода, если позволить родам продолжаться, а не пытаться отсрочить роды, это может привести к повышению риска развития церебрального паралича у ребёнка. Беременные женщины, ожидающие преждевременных родов, иногда получают кортикостероиды, чтобы обеспечить нейропротекцию ребёнку. Показано, что приём кортикостероидов во время беременности не имеет значимой корреляции с развитием церебрального паралича при преждевременных родах. Для доношенных детей с высоким риском развития ДЦП вскоре после рождения применяется терапевтическое охлаждение с целью уменьшить неонатальную энцефалопатию, что может уменьшить степень инвалидности, но это может быть полезно только для некоторых из форм повреждения мозга, которое вызывает ДЦП.

### Рекомендации CDC
По рекомендациям CDC (Центры по контролю и профилактике заболеваний США), посвящённым профилактике ДЦП, прививка от гриппа — лучшая защита от тяжёлого гриппа. Эта вакцина может защитить беременных женщин и их будущих младенцев как во время беременности, так и после рождения. Прививки от гриппа безопасны для беременных женщин и их младенцев. В тех же рекомендациях CDC обращает внимание на важность вакцинации от краснухи и ветрянки при планировании беременности, а также ранней вакцинации детей против инфекций, которые могут вызвать менингит и энцефалит, включая Гемофильную палочку типа B (вакцина HiB) и Стрептококк pneumoniae (пневмококковая вакцина).
Жилые зоны рекомендовано оборудовать блокираторами открывания окна, чтоб помешать маленьким детям падать из открытых окон, и использовать ворота безопасности вверху и внизу лестницы. Следует обращать внимание на наличие амортизирующего материала на детских площадках; не упускать из внимания маленьких детей поблизости от ванн, бассейнов и водоёмов. Взрослые, наблюдающие за детьми около воды, не должны отвлекаться на компьютер, телефон или планшет, чтение или разговор по телефону. Наличие шлема — обязательно для поездок на велосипеде. В автомобиле детей необходимо перевозить с применением детского кресла, установленного и закреплённого в соответствии с ростом, массой и возрастом ребёнка.
Никогда не ударяйте, не бросайте, не трясите ребёнка и не причиняйте ему боль.

## Инвалидность при ДЦП (в РФ)
Категория «ребенок-инвалид» (а с 18 лет инвалидность I—III группы) выдаётся на основании наличия заболевания и степени его выраженности.
Все необходимые (на основании рекомендаций лечащего врача и врачей других специальностей) вспомогательные технические средства в обязательном порядке должны быть внесены в рекомендуемый план мероприятий по медицинской реабилитации (п. 34 формы N 088/у-06) в направлении на МСЭ, для формирования или коррекции индивидуального плана реабилитации.
С 23 декабря 2014 года вступил в силу Приказ Минтруда России № 664н (от 29.09.2014 г.), который уточняет классификацию и критерии определения степени стойких нарушений функций организма («бальная система»). Детский церебральный паралич относится к подпункту 6.4 «Приложения к классификациям и критериям» данного Приказа.
При подготовке к прохождению МСЭ необходимо уточнять клиническую форму заболевания; характер и степень выраженности двигательных нарушений; степень нарушения схвата и удержания предметов (одностороннее или двухстороннее поражение кисти); степень нарушения опоры и передвижения (одностороннее или двухстороннее нарушения); наличие и выраженность языковых и речевых нарушений; степень психического расстройства (лёгкое когнитивное нарушение; умственная отсталость лёгкой степени без языковых и речевых нарушений; умственная отсталость лёгкой степени в сочетании с дизартрией; умственная отсталость средней степени; умственная отсталость тяжёлой степени; умственная отсталость глубокая); наличие и степень выраженности псевдобульбарного синдрома; наличие эпилептических припадков (их характер и частота); целенаправленность деятельности соответствующей биологическому возрасту; продуктивность деятельности; потенциальная способность ребёнка в соответствии с биологическим возрастом и структурой двигательного дефекта; возможность реализации потенциальных способностей (факторы, способствующие реализации; факторы, препятствующие реализации; факторы контекста). Категория «ребенок-инвалид» определяется при наличии у ребёнка ограничений жизнедеятельности любой категории и любой из трёх степеней выраженности ограничений (которые оцениваются в соответствии с возрастной нормой), определяющих необходимость социальной защиты ребёнка.
Согласно Постановлению Правительства Российской Федерации от 7 апреля 2008 г. № 247 «О внесении изменений в Правила признания лица инвалидом» в ряде случаев учреждение МСЭ (бюро МСЭ) обязано (первоначально, либо не позднее чем через 2 (согласно приложению к постановлению при наличии тяжёлой умственной отсталости) или 4 года (при «выявлении невозможности устранения или уменьшения в ходе осуществления реабилитационных мероприятий степени ограничения жизнедеятельности») после первично установленной инвалидности) установить группу инвалидности без указания срока переосвидетельствования (категории «ребенок-инвалид» до достижения гражданином возраста 18 лет).
Обжалование решения бюро МСЭ:
Обжалование решения возможно в течение 30 дней с момента вынесения решения в ведомственном порядке или в судебном порядке.
1. Ведомственное обжалование осуществляется в вышестоящем бюро (как правило, в экспертном составе главного бюро (ГБ МСЭ) данного региона). При несогласии с решением главного бюро (ГБ МСЭ) решение обжалуется в Федеральное бюро МСЭ, г. Москва.
2. Судебное обжалование решения учреждения МСЭ может быть осуществлено на любом этапе, вне зависимости от обжалования по ведомственному принципу. Как правило, судом назначается судебная медико-социальная экспертиза в учреждении МСЭ соседнего региона или в Федеральном бюро МСЭ (ФБ МСЭ) в Москве. Такая экспертиза бесплатная для истца, за исключением Федерального бюро МСЭ.
Проведение судебно-медицинской экспертизы по вопросам медико-социальной экспертизы неправомерно и не может быть служить надлежащим доказательством, поскольку учреждения судебно-медицинской экспертизы не имеют лицензии на проведения данного вида экспертиз, такая лицензия предоставлена только учреждениям МСЭ. Также судебно-медицинская экспертиза выполняется на платной основе, а медико-социальная экспертиза является государственной услугой, оказываемой бесплатно.
3. В качестве независимой медико-социальной экспертизы может быть проведение судебной медико-социальной экспертизы вне системы МСЭ — в Федеральном государственном бюджетном учреждении дополнительного профессионального образования «Санкт-Петербургский институт усовершенствования врачей-экспертов» Министерства труда и социальной защиты Российской Федерации («ФГБУ ДПО СПбИУВЭК Минтруда России»), которое осуществляет профессиональную подготовку врачей по медико-социальной экспертизе в Российской Федерации и имеет соответствующие кафедры и высокопрофессиональных специалистов. Однако данный вопрос является спорным, так как «ФГБУ ДПО СПбИУВЭК Минтруда России» относится к образовательным учреждениям, а не к федеральным государственным учреждениям медико-социальной экспертизы и не имеет необходимой лицензии.
4. Судебная медико-социальная экспертиза граждан проводится также Федеральным казённым учреждением «Главное бюро медико-социальной экспертизы Федерального медико-биологического агентства», не входящим в систему Минтруда России.
5. В случае сомнения в непредвзятости ведомственной экспертизы (то есть в учреждении МСЭ) можно просить суд поручить независимую медико-социальную экспертизу признанному специалисту по данному заболеванию с привлечением к экспертизе врача по медико-социальной экспертизе c соответствующей профессиональной специализацией по профилю заболевания и возрастной группе (педиатр, хирург, невролог, психиатр и т. д.). Данный вопрос также является спорным, так как медико-социальная экспертиза, в том числе судебная, проводится учреждением с соответствующей лицензией, а не отдельными специалистами, получение лицензии которыми действующим законодательством не предусмотрено.

## Социализация при детском церебральном параличе
Создание безбарьерной среды. Развитие инклюзивного образования.

## Детский церебральный паралич у взрослых
Несмотря на явный оксюморон в подобном словосочетании, данное заболевание сохраняется и после 18 лет. Подходы к терапии взрослого человека с ДЦП такие же, как и у детей в поздней резидуальной стадии.

## Судебные преследования
Из-за ложного представления о том, что детский церебральный паралич главным образом вызван травмой во время рождения, по состоянию на 2005 год 60% случаев судебного преследования акушеров в Австралии были связаны с церебральным параличом. Эти преследования стали причиной массового бегства акушеров из профессии. Во второй половине XX века судебные тяжбы по поводу ведения беременности и родов в контексте детского церебрального паралича привели к расширению практики т. н. оборонительной медицины.